# Gonzalo de Villa y Vásquez
Gonzalo de Villa y Vasquez, S.J. (Madrid, 28 de abril de 1954) é um jesuíta, arcebispo católico romano, filósofo, teólogo, humanista, professor e cientista político espanhol radicado na Guatemala. Desde 2020 ele é arcebispo de Santiago de Guatemala e primaz da Guatemala.

## Biografia
Villa y Vasquez é filho de Gonzalo de Villa Santa Fe, ativista de destaque dos direitos dos guatemaltecos naturalizados, e María Teresa Vásquez de Villa, que morreu no massacre na embaixada espanhola na Guatemala em janeiro de 1980.
Quando jovem, quando descobriu sua vocação religiosa, ingressou na ordem da Companhia de Jesus. Concluiu seus estudos de noviciado com os jesuítas na República Dominicana e os de Filosofia e seu diploma em Humanidades pelo Instituto Livre de Filosofia do México e pela Universidade Nacional Autônoma da Nicarágua (UAN). Ele também estudou Teologia no Instituto de Teologia das Religiões de Caracas (Venezuela).
Em 13 de agosto de 1983 foi ordenado padre no Panamá, por Dom Marcos G.regorio McGrath e tomou os votos finais em 6 de fevereiro de 1993. Após sua ordenação, foi para o Canadá, onde fez mestrado em Pensamento Social e Pensamento Político. Ao terminar seus estudos, trabalhou como professor de filosofia na Universidade Centro-Americana de Manágua, religião no Colégio San Ignacio de Caracas e filosofia e ciência política na Universidade Rafael Landivar na Cidade da Guatemala.
Durante esses anos, ele também foi o Delegado Superior Provincial da Sociedade de Jesus da América Central, Pároco da Igreja de San Antonio de Padua, na Guatemala, Superior de várias casas religiosas da Sociedade de Jesus no mesmo país, Presidente da Universidade Rafael Landívar e Superior da comunidade San Borja.
Em 9 de julho de 2004 foi nomeado pelo Papa João Paulo II bispo auxiliar da Arquidiocese de Guatemala e bispo titular de Rotaria. Recebeu a consagração episcopal em 25 de setembro do mesmo ano, no Auditório João Paulo II na Cidade da Guatemala, pelas mãos do então cardeal e arcebispo guatemalteco Rodolfo Quezada Toruño e seus co-consagrantes: o então núncio apostólico no país Bruno Musarò e o atual bispo de Suchitepéquez-Retalhuleu, Pablo Vizcaíno Prado.
Aos 28 de julho de 2007, foi nomeado pelo Papa Bento XVI como bispo da diocese de Solola-Chimaltenango, sucedendo o arcebispo Raul Antonio Martinez Paredes. Tomou posse oficial em 22 de setembro.
Ao mesmo tempo, de 2 de outubro de 2010 a 17 de setembro do ano seguinte, foi administrador apostólico da Arquidiocese de Los Altos Quetzaltenango-Totonicapan. Em 2017 foi eleito Presidente por três anos da Conferência Episcopal e em 2020 foi reconfirmado por mais três anos como Presidente da Conferência Episcopal.
Depois de uma longa vaga, em 9 de julho de 2020, ele foi nomeado arcebispo metropolitano de Santiago da Guatemala, sucedendo o monsenhor Óscar Julio Vian Morales, que morreu em 24 de fevereiro de 2018. Foi instalado solenemente em 3 de setembro.